# Helictonema velutinum
Helictonema velutinum är en benvedsväxtart som först beskrevs av Adam Afzelius och som fick sitt nu gällande namn av Rudolf Wilczek.
Helictonema velutinum ingår i släktet Helictonema och familjen Celastraceae. Inga underarter finns listade i Catalogue of Life.